# Андреота (Козенца)
Андреота је насеље у Италији у округу Козенца, региону Калабрија.
Према процени из 2011. у насељу је живело 6763 становника. Насеље се налази на надморској висини од 300 м.